# Árgos Orestikó
Pour les articles homonymes, voir Argos.
Árgos Orestikó (grec moderne : Άργος Ορεστικό, en macédonien : Chrupišta et en aroumain : Crupiştea) est une ville marchande de Macédoine-Occidentale, en Grèce, très cosmopolite jusqu'en 1923, avec des Macédoniens grecs, des Macédoniens slaves, des Valaques, des Bardariotes (tous chrétiens orthodoxes), des Romaniotes (juifs de langue yévanique), des Albanais, des Torbèches et des Turcs (ces trois derniers, musulmans). Árgos Orestikó s'agrandit considérablement et s'uniformisa par les échanges de populations institués par le Traité de Lausanne (1923) : elle est depuis majoritairement peuplée de réfugiés grecs d'Asie mineure, micrasiates et pontiques.